# Sax von Beagnoth
Der Sax von Beagnoth (auch bekannt als Thames scramasax) ist ein aus dem 9. oder 10. Jahrhundert stammendes einschneidiges, angelsächsisches Schwert. Er wurde 1857 in der Themse in London gefunden und wird im British Museum ausgestellt. 
Der Sax ist eine Prestigewaffe mit kunstvollen Edelmetalleinlagen, wobei auf einer Seite die angelsächsische Futhark-Runenreihe und der Name Beagnoth eingelegt ist. Die Runenreihe ist das einzige epigraphische Zeugnis des "angelsächsischen Futharks" und erfüllte ursprünglich wahrscheinlich magische Zwecke. Die Bedeutung des Namens Beagnoth ist unklar, es gibt jedoch mehrere Theorien dazu. Neben vielen Waffen der Vendel- und Wikingerzeit mit Inschriften in lateinischen Buchstaben gehört der Sax von Beagnoth zu einer der wenigen Waffen dieser Epochen mit einer Runeninschrift.

## Entdeckung
Der Sax von Beagnoth wurde von dem Arbeiter Henry J. Briggs zwischen dem 6. und 23. Januar 1857 im Londoner Stadtteil Battersea in der Themse gefunden. Darüber hinaus verkaufte Briggs zwischen 1843 und 1867 zahlreiche weitere archäologische Artefakte an das British Museum, die er in der Themse gefunden hatte. Das Museum kaufte Briggs den Sax ab, woraufhin der angestellte Antiquar Augustus Wollaston Franks ihn am 21. Mai 1857 in der Sitzung der Society of Antiquaries of London vorstellte. Die Beschreibung lautete:

“[The Sword-blade] resembling in form the Scramasax of the Franks, of which examples are very rare in England; and bears a row of Runic characters inlaid in gold.”

„Die Form [der Klinge] ähnelt dem Scramasax der Franken, von dem es in England sehr wenige Exemplare gibt; sie trägt eine tauschierte Runenreihe aus Gold.“

Im Laufe der Zeit etablierte sich für den Sax von Beagnoth zuerst der Name Thames scramasax. Das Wort scramasax (von Altfränkisch scrâmasahs) erscheint jedoch in historischen Quellen nur ein einziges Mal, und zwar im 6. Jh. n. Chr. in den Zehn Bücher Geschichten (Decem libri historiarum) von Gregor von Tours. Da die Bedeutung der Vorsilbe scrama- umstritten ist, etablierte sich das angelsächsische Lexem (Wort) seax bzw. sax (engl.) für diesen Waffentyp, was auf Deutsch so viel wie Messer, Schwert oder Schneidwerkzeug bedeutet.

## Beschreibung
Der Sax von Beagnoth ist ein 985 g schweres, einschneidiges eisernes Hiebschwert, das sich zur Spitze (Ort) hin verjüngt und als Prestigewaffe diente. Die Gesamtlänge beträgt 72,1 cm, die Erllänge 17,0 cm und die Klingenlänge 55,1 cm. Die Griffangel ist durch leichte Kehlen von der Klinge und dem Klingenrücken abgesetzt und verjüngt sich zum Ende etwas. An der breitesten Stelle ist die Klinge 3,87 cm breit, die dickste Stelle beträgt 0,82 cm. Die Klinge hat auf beiden Seiten eine gerade, entlang der Klingenachse verlaufende Hohlkehle. Die Schneide verläuft im Bereich der Klinge gerade, und tritt ab dem Bereich des abgeknickten Rückens zum Ort hin leicht bogenförmig vor. Der Ort liegt in der Verlängerung des geraden Teils der Schneide, deutlich unterhalb der Klingenachse. Das Material der ursprünglich aufgeschobenen Griffhilze ist nicht bekannt.

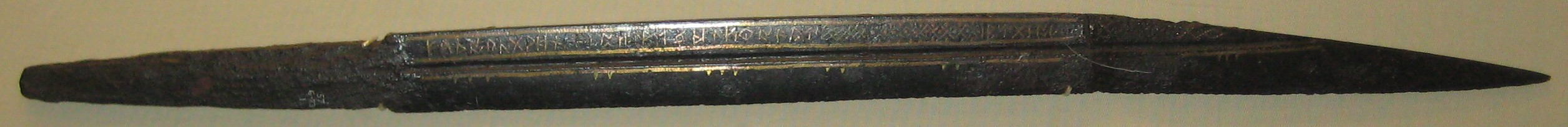
Sax von Beagnoth

Die Klinge ist auf beiden Seiten mit geometrischen Mustern wie Linien, Dreiecken und Rauten geschmückt, die durch Tauschierung von teilweise miteinander verflochtenen Kupfer-, Messing- und Silberdrähten in das Metall eingearbeitet wurden. Die Verzierungen sind jeweils in einer rechteckigen Zierleiste auf der oberen, stumpfen Seite angeordnet. Während auf der einen Seite lediglich Rauten und Dreiecke eingearbeitet sind, finden sich auf der anderen Seite zwei Runeninschriften. Die Tauschiertechnik wurde auf vielen germanischen und angelsächsischen Saxen und Speerspitzen im 9. und 10. Jh. angewandt, um die jeweilige Waffe mit Mustern und Inschriften zu verzieren. Darüber hinaus wurde sie zu etwa derselben Zeit von den Wikingern auf ihren Schwertern angewandt.

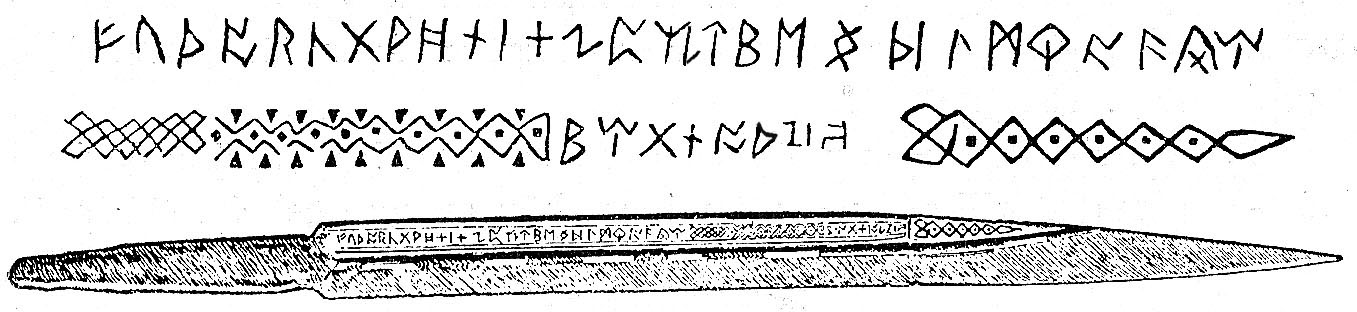
Inschriftenseite

## Inschriften

### Erste Inschrift
Die erste Inschrift gibt das angelsächsische Futhark wieder. Die Tabelle bietet einen Überblick über die auf dem Sax vorkommende Runeneihe:
| Nummer auf dem Sax | Standard-Rune | Unicode | Angelsächsischer Name | Transliteration | Nummer in der Salzburg-Wiener Handschrift |
| ------------------ | ------------- | ------- | --------------------- | --------------- | ----------------------------------------- |
| 1                  |               | ᚠ       | feoh                  | f               | 1                                         |
| 2                  |               | ᚢ       | ūr                    | u               | 2                                         |
| 3                  |               | ᚦ       | þorn                  | þ               | 3                                         |
| 4                  |               | ᚩ       | ōs                    | o               | 4                                         |
| 5                  |               | ᚱ       | rād                   | r               | 5                                         |
| 6                  |               | ᚳ       | cēn                   | c               | 6                                         |
| 7                  |               | ᚷ       | gyfu                  | g               | 7                                         |
| 8                  |               | ᚹ       | wyn                   | w               | 8                                         |
| 9                  |               | ᚻ       | hægl                  | h               | 9                                         |
| 10                 |               | ᚾ       | nyd                   | n               | 10                                        |
| 11                 |               | ᛁ       | īs                    | i               | 11                                        |
| 12                 |               | ᛄ       | gēr                   | j               | 12                                        |
| 13                 |               | ᛇ       | ēoh                   | eo              | 13                                        |
| 14                 |               | ᛈ       | peorð                 | p               | 14                                        |
| 15                 |               | ᛉ       | eolhx                 | x               | 15                                        |
| 16                 |               | ᛋ       | sigel                 | s               | 16                                        |
| 17                 |               | ᛏ       | tīr                   | t               | 17                                        |
| 18                 |               | ᛒ       | beorc                 | b               | 18                                        |
| 19                 |               | ᛖ       | eh                    | e               | 19                                        |
| 20                 |               | ᛝ       | ing                   | ŋ               | 22                                        |
| 21                 |               | ᛞ       | dæg                   | d               | 23                                        |
| 22                 |               | ᛚ       | lagu                  | l               | 21                                        |
| 23                 |               | ᛗ       | man                   | m               | 20                                        |
| 24                 |               | ᛟ       | ēþel                  | œ               | 24                                        |
| 25                 |               | ᚪ       | āc                    | a               | 25                                        |
| 26                 |               | ᚫ       | æsc                   | æ               | 26                                        |
| 27                 |               | ᚣ       | yr                    | y               | 28                                        |
| 28                 |               | ᛠ       | ēar                   | ea              | 27                                        |

Bei der Inschrift gibt es einige Besonderheiten:
- Die Reihenfolge der Runen stimmt nicht genau mit der gewöhnlichen Reihenfolge des älteren Futhark beziehungsweise mit der in der Salzburg-Wiener Handschrift überlieferten angelsächsischen Runenreihe überein.
  - Die ersten 19 sind in korrekter Reihenfolge eingraviert, die vier folgenden (ᛝ, ᛞ, ᛚ, ᛗ) hingegen in sich vertauscht. Diese Version findet sich in keiner anderen überlieferten Quelle.
  - Die letzten beiden Runen (ᚣ, ᛠ) sind im Vergleich zur Salzburg-Wiener Handschrift ebenfalls vertauscht; da diese aber erst später zum Futhark kamen, war ihre Reihenfolge eventuell auch nicht ganz sicher.
- Die 16. Rune, Sigel (ᛋ), ist verglichen mit den anderen Runen sehr klein. Page nahm an, dass sie nachträglich zwischen der 15. (ᛉ) und der 17. (ᛏ) Rune eingefügt wurde.[12]
- Die Schreibweisen einiger Runen sind ungewöhnlich:
  - Die 12., Ger (ᛄ), ist mit einem horizontalen Zweig anstatt, wie üblich, mit einem Doppelhaken in Form eines Kreises, einer Raute oder einem Kreuz niedergeschrieben.
  - Die 16., Sigel (ᛋ), ähnelt dem lateinischen kleinen r. Diese Schreibweise taucht jedoch gelegentlich auch in anderen Quellen, so auf dem Schrein des Sankt Cuthbert, auf. Einige Wissenschaftler vermuten, diese Rune leite sich vom Insularen Buchstaben s ab, da dieser in alten angelsächsischen Niederschriften nahezu identisch ist.[7] Der Anglist und Runologe Ralph Elliott nahm dagegen an, die Schreibweise könnte sich einfach durch Begradigung/Weglassen des linken, oberen Zweiges und Spiegelung der Rune ergeben haben.[13]
  - Die 21., Dæg (ᛞ), sieht aus wie zwei vertikale Stäbe mit einem nach rechts zeigenden Haken in der Mitte.
  - Die 24., Eþel (ᛟ), ist unten mit einem einzelnen vertikalen Zweig, anstatt der üblichen zwei diagonalen Stäben geschrieben. Diese Version taucht gelegentlich auch in anderen Runeninschriften, häufiger jedoch in Manuskripten auf.[7] Elliott nahm an, dass es sich lediglich um eine vereinfachte Form der Standardschreibweise handelt.[14]
  - Die 27., Yr (ᚣ), ist statt mit einem vertikalen Zweig mit einem nach außen geöffneten Doppelhaken geschrieben.
  - Die letzte Rune, Ear (ᛠ), taucht in dieser Form in keiner anderen Runeninschrift auf. Lediglich eine ähnliche Version ist im Namen Jeaslheard (ᛄᛇᛋᛚᚻᛠᚱᛞ) auf einem Runenstein eingraviert, der bei Dover gefunden wurde.[15]

Diese Besonderheiten lassen darauf schließen, dass der Schmied nicht sehr vertraut mit den Runen war. Dem Mediävisten und Runologen Raymond Ian Page zufolge könnte es sich bei einigen Runen aber auch um Fehler bzw. absichtliche Vereinfachung handeln, bedingt durch die Schwierigkeit, die Drähte in Form der Runen in das Eisen einzuarbeiten.

### Zweite Inschrift
Die zweite Inschrift gibt den Namen des Besitzers oder Schmiedes wieder, welcher Beagnoþ / Beagnoth hieß. Der Name leitet sich vom altenglischen Wort bēag oder bēah, was für „Ring“, „Armband“, „Torques“ oder „Krone“ steht, und vom Wort nōþ („Kühnheit“) ab. Übersetzt bedeutet der Name daher so viel wie „Ringkühn“.
Der Name Beagnoth ist wie folgt eingearbeitet:
Die einzige ungewöhnliche Rune ist die Nyd (ᚾ), da diese anstatt mit einem diagonal verlaufenden Zweig mit einem horizontalen geschrieben ist, so dass sie Ähnlichkeiten mit der Schreibweise der Ger-Rune (ᛄ) in der ersten Inschrift hat.
Rechts oberhalb des Namens befinden sich zwei undefinierbare Symbole, die Buchstaben bzw. Runen ähneln, jedoch bisher nicht identifiziert werden konnten.

## Datierung und Herkunft
Archäologische Ausgrabungen in ganz Europa brachten Saxe vom 4. Jahrhundert bis zum 11. Jahrhundert zum Vorschein. Die frühesten in England gefundenen stammen aus Gräbern des 7. Jahrhunderts. Wie auch dieses Sax konnten die meisten englischen Funde auf das 9. bis 10. Jahrhundert datiert werden, was für eine große Beliebtheit der Waffe zu dieser Zeit spricht.
Mehrere Saxe desselben Typs fand man in Südengland (drei in London, einen in Suffolk, einen weiteren in der Themse bei der Keen Edge Ferry in Berkshire), ein weiterer wurde in Hurbuck im nordenglischen County Durham gefunden. Der Berkshire Sax ist in Hinsicht auf Konstruktion und Design nahezu identisch mit dem Sax von Beagnoth, was bedeuten könnte, dass beide vom selben Schmied stammen.
Ralph Elliott vermutete, der Sax sei südenglischen, wahrscheinlich kentischen Ursprungs, da die Runenreihe nur die ursprünglichen 28 Runen des angelsächsischen Futharks wiedergibt, die fünf weiteren, zu dieser Zeit in Northumbria benutzen Runen jedoch nicht beinhaltet.
Gestützt wird diese These dadurch, dass der Name Beagnoth nur in zwei kentischen Manuskripten auftaucht. Der erste Beagnoth war ein Zeuge einer Urkunde um 748–760 zur Zeit König Eardwulfs von Kent, in der der St.-Andrew-Kirche in Rochester das Weiderecht zugesichert wurde. Der andere Beagnoth war ein kentischer Mönch, der 803 beim Konzil von Clovesho anwesend und Zeuge einer Urkunde von König Æthelwulf von Wessex im Jahr 844 war.
Daniel Haigh, ein anerkannter Professor der angelsächsischen Geschichte und Literatur im viktorianischen Zeitalter, zog 1872 in seiner Veröffentlichung über die Studien der kentischen Runenmonumente die Möglichkeit in Betracht, dass der Sax ein fränkischer Import ist und ursprünglich einem Franken gehört hatte. Seine These stützte er auf den eingravierten Namen. Er nahm an, es handle sich dabei um altfränkische Runen, so dass der Name Baugnanth lautet (ᛠ entspricht au statt ea, ᚩ entspricht an statt o).
Die derzeitigen Forschungsergebnisse legen aber einen englischen Ursprung des Saxes nahe, weshalb es sich auch nahezu zweifelsfrei um angelsächsische, nicht um fränkische Runen handelt.

## Wissenschaftliche Bedeutung
Zur Zeit der Völkerwanderung, der Vendelzeit und der Wikingerzeit existierte in Skandinavien die weitverbreitete Tradition, in Waffen, vor allem in Schwertklingen, Runen einzugravieren oder einzulegen, um der jeweiligen Waffe magische Kräfte zu verleihen. Der magische Charakter eines Futharks liegt in der gesammelten Kraft aller 28 Runen mit ihren Namen, da diese jeweils für gute, schutz- und heilspendene Objekte wie Götter (Tīr-Rune = Tyr, Ing-Rune = „Gott des Fruchtbaren Jahres“, gemeint ist Freyr), Bäume (Ēoh-Rune = Eibe, Beorc-Rune = Birke) oder auch ungreifbare Dinge und Ähnliches stehen (Gyfu-Rune = „Gabe“, Wyn-Rune = „Wonne“, Gēr-Rune = „gutes Jahr“). Dieser Symbolwert der Runen existiert bei allen Futhark-Varianten und unterscheidet sich meist nur gering. Ziel eines Runenzaubers in Form des kompletten Futharks war es also, die magische Wirkung aller Runen auf den Anwender zu bündeln und für diesen hilfreich und nutzbar zu machen.
Diese Art der Runenmagie wird auch, zumindest auf eine Rune bezogen, in der 7. Strophe des Eddaliedes Sigrdrífumál beschrieben, als die Walküre Sigrdrífa dem Helden Sigurd erklärt, wie er die Sowilo-Rune (ᛋ) in sein Schwert zu gravieren habe, damit dieses ihm den Sieg schenken werde:
| Sigrúnar þú skalt kunna, ef þú vilt sigr hafa, ok rísta á hialti hiǫrs, sumar á véttrimum, sumar á valbǫstum, ok nefna tysvar Tý | Siegrunen schneide, wenn du Sieg willst haben; Grabe sie auf des Schwertes Griff; Auf die Seiten einige, andere auf das Stichblatt Und nenne zweimal Tyr. |  |

Dieses Lied wurde schriftlich zwar erst im späten 13. Jahrhundert, im Codex Regius festgehalten, ist aber, wie die meisten Bestandteile der Edda, wahrscheinlich bereits wesentlich früher entstanden. Eine ähnliche Anleitung Runen in Schwerter einzugravieren findet sich darüber hinaus auch in den Zeilen 1694–1698 des altenglischen Beowulf-Gedichtes, welches etwa zur gleichen Zeit wie das Sax von Beagnoth entstand:
| Swā wæs on ðǣm scennum scīran goldes þurh rūn-stafas rihte gemearcod, geseted and gesǣd, hwām þæt sweord geworht, īrena cyst ǣrest wǣre, wreoþen-hilt ond wyrm-fāh. | Auch war auf dem glänzenden Golde verzeichnet, Mit Runenstäben geritzt die Kunde, Für wen die edle Waffe zuerst, Das unschätzbare Schwert, geschmiedet wurde, Gedreht der Griff und mit Drachenbildern die Klinge verziert. |  |

Dieses Gedicht bestätigt somit die Praxis auf Waffen bzw. Klingen den Namen des Besitzers einzugravieren, was auf einem Schwertknauf des 6. Jahrhunderts aus Kent, und einem ebenfalls aus dem 6. Jahrhundert stammenden silbernen Scheidenmundblech einer Schwertscheide aus Chessell Down (Isle of Wight) nachgewiesen und bestätigt werden konnte. Die Schwertscheide aus Chessell Down ist zudem die einzige Waffe, bzw. der einzige Waffenteil mit angelsächsischer Runeninschrift, welcher außerhalb Kents gefunden wurde.
Außerdem fand man auf zwei kentischen Schwertknaufen und einer kentischen Speerspitze eine einzelne Tiw-Rune (ᛏ), welche für den angelsächsischen Gott Tiw steht.

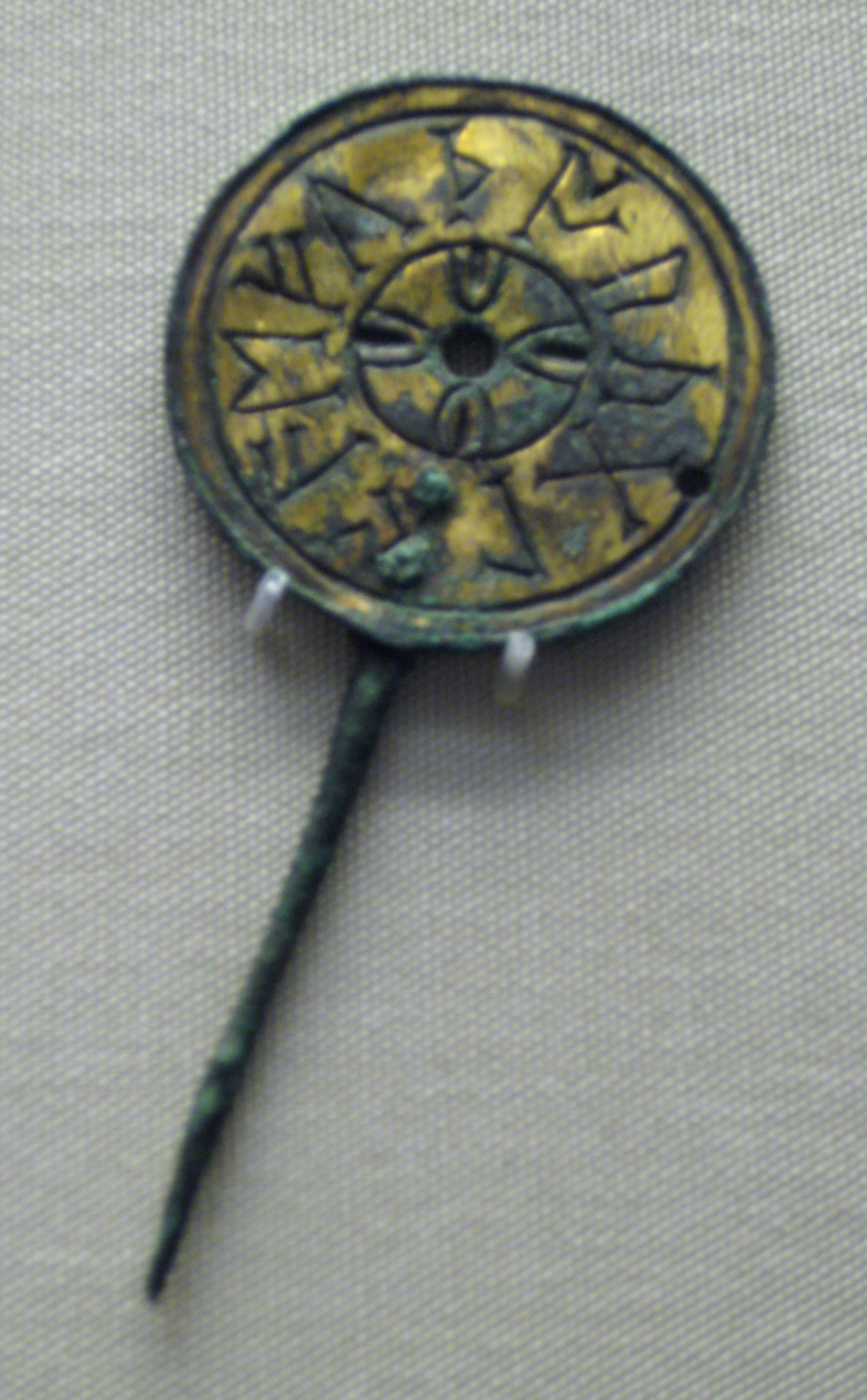
Die bei Malton, North Yorkshire gefundene scheibenköpfige Nadel mit den ersten acht Futhark-Runen und drei weiteren.

Niederschriften auf Steinen oder in Manuskripten des älteren und des jüngeren, nordischen Futharks finden sich relativ häufig in Mitteleuropa und Skandinavien, im angelsächsischen Futhark verfasste sind jedoch selbst in England sehr selten und nahezu ausschließlich in Manuskripten zu finden. Die Runenreihe auf dem Sax ist daher die einzig bekannte komplette epigraphische Niederschrift des 28 Runen umfassenden angelsächsischen Futharks. Laut Raymond Ian Page könne es sich dabei jedoch nicht nur einfach um eine Dekoration handeln, sondern die Inschrift hatte wahrscheinlich magische Bedeutung. Darüber hinaus gibt es noch zwei weitere, jedoch unvollständige epigraphische Zeugnisse des angelsächsischen Futharks, welche jeweils in einen Nadelkopf graviert wurden. Auf der einen Nadel, welche in Brandon, Suffolk, gefunden wurde, stehen die ersten 16 der 28 Runen, also von ᚠ (f) bis ᛋ (s). Auf der anderen, in Malton, North Yorkshire, gefundenen, stehen die ersten acht, wobei es sich bei der achten fälschlicherweise um die dem L entsprechende Lagu-Rune (ᛚ) anstatt der dem W entsprechenden Wynn-Rune (ᚹ) handelt. Dazu kommen noch die ᚪ (a) Rune sowie deren dazugehörigen Umlaute ᚫ (æ) und ᛖ (e). Insgesamt befinden sich auf diesem Nadelkopf somit elf Runen.
Der Sax von Beagnoth ist auch das einzige Schwert Europas, auf dessen Klinge sich eine mehrere Runen umfassende Inschrift findet und eben nicht nur eine einzelne Rune. Die Spatha von Schretzheim kann man in diesem Fall nicht, oder nur bedingt berücksichtigen, da auf ihrer Klinge zwar vier Runen eingraviert sind, diese aber in einem Viereck angeordnet sind und somit eine Art kryptische Verschlüsselung aufweisen. Im lateinischen Alphabet verfasste Inschriften finden sich im Gegensatz dazu relativ häufig auf Schwertern der Wikingerzeit. Ungefähr hundert Schwerter aus diesem rund 300 Jahre andauernden Zeitraum weisen in lateinischen Buchstaben den Namen „Ulfberht“ auf.

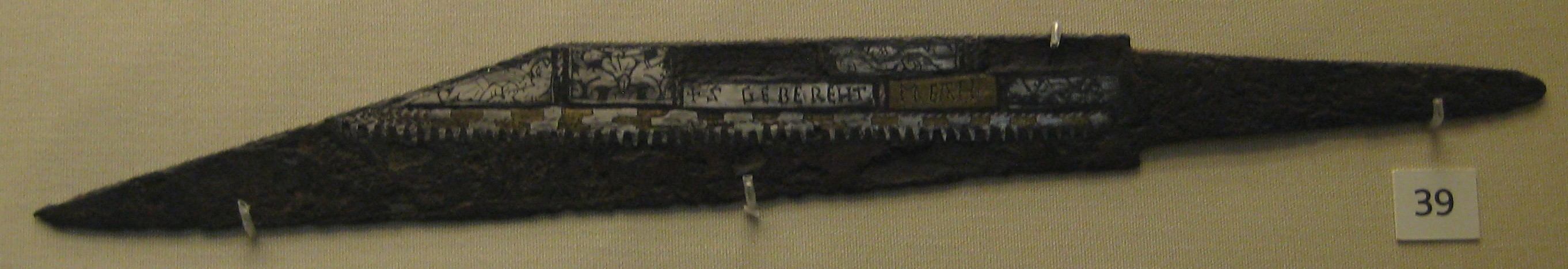
Ein in Sittingbourne (Kent) gefundener Kurzsax, auf dem in Insularen Majuskeln ☩ BIORHTELM ME ÞORTE („Biorhtelm schuf mich“) und ☩ S[I]GEBEREHT ME AH („S[i]gebereht besitzt mich“) steht

Basierend auf der Schilderung im Beowulf-Gedicht könnte man nun annehmen, dass es sich bei „Beagnoth“ um den ursprünglichen Eigentümer des Sax handeln müsse. Jedoch gibt es auch Waffen der Wikinger und Angelsachsen, auf denen nur der Name des Schmiedes, oder dessen Name und der des ursprünglichen Besitzers eingraviert sind, wie es der Fall beim Sittingbourne Sax ist. Welchen Zweck der tauschierte Name auf dem Sax von Beagnoth nun erfüllt, ist daher nicht sicher. Page zog jedoch vier konkrete Möglichkeiten in Betracht, auf wen sich der Name beziehen könnte:
- Der Name ist der des Schmieds, der den Sax fertigte, da es zu dieser Zeit oftmals üblich war, den Namen des Herstellers einzuarbeiten.
- Der Name ist der des Runenmeisters, der das Futhark dem Schmied nannte, denn die Nennung des Runenmeisters könnte die magische Wirkung der Runenreihe noch einmal verstärken.
- Der Name ist der des ursprünglichen Besitzers bzw. des Auftraggebers, denn wie Page anführt ist der Sax eine beeindruckende Waffe, bei der jeder Besitzer stolz wäre, seinen Namen darauf zu sehen.[34]
- Der Sax war ein Geschenk von einem Beagnoth an eine andere Person.

Page betont jedoch, dass es unmöglich ist festzustellen, welche Hypothese zutrifft. Im 10. Jahrhundert verschwanden die Runen immer mehr aus dem kentischen Königreich. Zur Aufrechterhaltung des alten Brauches und aus Gründen des persönlichen Prestiges ließ der Auftraggeber, laut Page, die Runen dennoch in den Sax einlegen. Dass einige Runen teilweise ungewöhnlich geschrieben sind, legt nahe, dass auch der Schmied bereits nur noch einen entfernten Bezug zur Runenschrift hatte und diese eventuell nur aus einem ungenauen Manuskript übernommen hatte.